# Tâm lý bài người Kurd
Tâm lý chống người Kurd (tiếng Anh: anti-Kurdish sentiment) còn được gọi là Chủ nghĩa chống người Kurd (anti-Kurdism) hoặc Hội chứng kỳ thị người Kurd (Kurdophobia) là sự thù địch, sợ hãi, không khoan dung hoặc phân biệt chủng tộc chống lại người Kurd, văn hoá người Kurd, hoặc các ngôn ngữ người Kurd. Một người có hành động như vậy gọi là kurdophobe.